# Roberta Bruni
Roberta Bruni (Roma, 8 marzo 1994) è un'astista italiana, detentrice del record nazionale e vincitrice della medaglia d'oro alle Universiadi 2019.
In carriera ha vinto inoltre la medaglia di bronzo ai Mondiali juniores di Barcellona 2012 e otto titoli italiani assoluti, di cui quattro outdoor e quattro indoor.

## Biografia
Ha iniziato a praticare l'atletica leggera nel 2006 con l'Olimpia Ca.Ri.Ri., in seguito ad un casuale incontro alle scuole medie di Poggio Mirteto col suo attuale allenatore, Riccardo Balloni (aveva fatto supplenza durante un periodo in cui era assente l'insegnante di educazione fisica di Roberta Bruni).
Vince i primi titoli italiani giovanili già da cadetta, facendo subito doppietta nel biennio 2008-2009.
Salta la stagione indoor 2010 non partecipando né ai nazionali allieve né a quelli assoluti.
All'aperto invece esordisce agli assoluti finendo la gara all'undicesimo posto e poi vince il titolo allieve.
Nel 2011 indoor è campionessa allieve e termina quarta agli assoluti.
All'aperto invece finisce quinta agli assoluti e diventa vicecampionessa agli italiani allieve.
Ci si aspettava una medaglia da lei ai Mondiali allievi in Francia di Lilla, dove Roberta Bruni si presentava con la misura di 4,20 m, 2ª miglior prestazione stagionale; infatti è restata in lotta per il podio fino agli ultimi salti, mancando di poco la misura di 4,10 m che le avrebbe valso il bronzo. L'oro va alla tedesca Desiree Singh con 4,25 m, la quale si migliora, avendo alla vigilia una misura inferiore a quella di Roberta Bruni.
Il riscatto a livello internazionale arriva due settimane dopo al Festival olimpico della gioventù europea di Trebisonda in Turchia, allorché saltando 10 cm in più (4,10 m dopo il 4,00 m di Lilla), conquista la medaglia d'oro.
Al primo anno da juniores, il 2012, vince entrambi i titoli nazionali (indoor ed outdoor). Agli assoluti invece vince la medaglia di bronzo al coperto, mentre non partecipa all'aperto.
Medaglia di bronzo ai Mondiali juniores in Spagna a Barcellona.
Doppio titolo agli indoor nazionali 2013: assoluti prima e juniores poi.
Si è arruolata nella Forestale il 17 giugno del 2013.
Dopo l'assenza agli italiani juniores, vince la medaglia di bronzo agli assoluti.
Esordisce con la Nazionale assoluta agli Europei indoor di Göteborg in Svezia, fermandosi in qualificazione. Prende parte agli Europei juniores, svoltisi in Italia a Rieti, concludendo al quinto posto.
Ha saltato l'intera stagione indoor nazionale 2014 sia promesse che assoluti.
Poi all'aperto ha fatto doppietta di titoli promesse ed assoluti (il primo outdoor).
Nelle competizioni internazionali, vince ad Aubagne in Francia l'argento ai Giochi del Mediterraneo under 23 e partecipa agli Europei svizzeri di Zurigo non raggiungendo però la finale.
Doppio titolo promesse-assoluti nel 2015 al coperto e vicecampionessa all'aperto. Il 6 febbraio del 2016 ad Ancona è stata vicecampionessa italiana promesse indoor.
Il 9 settembre 2018 vince a Pescara il titolo italiano assoluto con la misura di 4,35 m, superata al terzo tentativo.
L'11 luglio 2019, con la misura di 4,46 m, vince la medaglia d'oro alle Universiadi.
Il 30 agosto 2020 vince a Padova il titolo italiano assoluto con la misura di 4,30 m, superata al primo tentativo.
Nel 2021 partecipa alle Olimpiadi di Tokyo, ma non riesce a superare le fasi di qualifica fermandosi a 4,25 m.
Nel 2022 partecipa ai Campionati del mondo di Eugene e ai campionati europei di Monaco. A Eugene non riesce a qualificarsi per la finale dopo aver saltato 4,35 m al secondo tentativo e non riuscendo a superare i 4,50 m. A Monaco raggiunge la finale e chiude il campionato europeo al settimo posto con la misura di 4,55 m saltata al terzo tentativo.
Nel 2023, dopo un mondiale di Budapest inferiore alle aspettative (in cui non riesce a passare il turno di qualificazione), il 4 settembre sigla il nuovo record italiano a Chiari, con la misura di 4,73 m.
Il 28 febbraio 2025 firma il nuovo record italiano indoor, con la misura di 4,70 m.

## Vita privata
Nel 2020 si dichiara lesbica. Attualmente è fidanzata con Virginia.

## Record nazionali
Seniores
- Salto con l'asta: 4,73 m ( Chiari, 4 settembre 2023)
- Salto con l'asta indoor: 4,70 m ( Clermont-Ferrand, 28 febbraio 2025)

Promesse
- Salto con l'asta: 4,45 m ( Rieti, 31 luglio 2014)[11]

Juniores
- Salto con l'asta: 4,40 m ( Formia, 29 maggio 2013)[11]
- Salto con l'asta indoor: 4,60 m ( Ancona, 17 febbraio 2013)[12]
- Salto con l'asta: 4,35 m ( Misano Adriatico, 16 giugno 2012)[11]
- Salto con l'asta indoor: 4,25 m ( Fermo, 28 gennaio 2012)[12]

Allieve
- Salto con l'asta: 4,20 m ( Rieti, 2 giugno 2011)[11]
- Salto con l'asta indoor: 4,20 m ( Fermo, 29 gennaio 2011)[12]

## Progressione

### Salto con l'asta
| Stagione | Misura | Luogo     | Data       | Rank. Mond. |
| -------- | ------ | --------- | ---------- | ----------- |
| 2024     | 4,66 m | Monaco    | 12-7-2024  |             |
| 2023     | 4,73 m | Chiari    | 4-9-2023   |             |
| 2022     | 4,72 m | Rovereto  | 30-8-2022  | 9ª          |
| 2021     | 4,70 m | Rieti     | 23-5-2021  | 12ª         |
| 2020     | 4,30 m | Rieti     | 23-7-2020  | 52ª         |
| 2019     | 4,52 m | Chiari    | 2-9-2019   | 37ª         |
| 2018     | 4,40 m | Rieti     | 29-8-2018  | 59ª         |
| 2017     | 4,25 m | Rieti     | 27-5-2017  | 115ª        |
| 2016     | 4,30 m | Rieti     | 22-5-2016  | 99ª         |
| 2015     | 4,25 m | Torino    | 26-7-2015  | 86ª         |
| 2014     | 4,45 m | Rieti     | 31-7-2014  | 36ª         |
| 2013     | 4,40 m | Formia    | 29-5-2013  | 54ª         |
| 2012     | 4,35 m | Misano    | 16-6-2012  | 71ª         |
| 2011     | 4,20 m | Rieti     | 2-6-2011   | 104ª        |
| 2010     | 3,85 m | Rieti     | 3-10-2010  | 367ª        |
| 2009     | 3,30 m | Desenzano | 10-10-2009 |             |
| 2008     | 3,05 m | Roma      | 11-10-2008 |             |

### Salto con l'asta indoor
| Stagione | Misura | Luogo            | Data      | Rank. Mond. |
| -------- | ------ | ---------------- | --------- | ----------- |
| 2024/25  | 4,70 m | Clermont-Ferrand | 28-2-2025 | -           |
| 2023/24  | 4,65 m | Roubaix          | 15-2-2024 | 9ª          |
| 2022/23  | 4,62 m | Ancona           | 18-2-2023 | 10ª         |
| 2021/22  | 4,31 m | Ancona           | 27-2-2022 | 68ª         |
| 2020/21  | 4,41 m | Ancona           | 21-2-2021 | 40ª         |
| 2018/19  | 4,40 m | Ancona           | 17-2-2019 | 52ª         |
| 2017/18  | 4,35 m | Firenze          | 8-2-2018  | 187ª        |
| 2015/16  | 3,95 m | Ancona           | 6-2-2016  | 1155ª       |
| 2014/15  | 4,30 m | Ancona           | 7-2-2015  | 220ª        |
| 2012/13  | 4,60 m | Ancona           | 17-2-2013 | 29ª         |
| 2011/12  | 4,25 m | Fermo            | 28-1-2012 | 76ª         |
| 2010/11  | 4,20 m | Fermo            | 29-1-2011 | 83ª         |
| 2009/10  | 3,30 m | Rieti            | 16-1-2010 |             |
| 2008/09  | 3,15 m | Ancona           | 8-2-2009  |             |
| 2007/08  | 2,40 m | Rieti            | 27-1-2008 |             |

## Palmarès
| Anno | Manifestazione   | Sede       | Evento           | Risultato | Prestazione | Note                          |
| ---- | ---------------- | ---------- | ---------------- | --------- | ----------- | ----------------------------- |
| 2011 | Mondiali U18     | Lilla      | Salto con l'asta | 6ª        | 4,00 m      | [ 13 ]                        |
| 2012 | Mondiali U20     | Barcellona | Salto con l'asta | Bronzo    | 4,20 m      | [ 14 ]                        |
| 2013 | Europei indoor   | Göteborg   | Salto con l'asta | 12ª (q)   | 4,36 m      | [ 15 ]                        |
| 2013 | Europei U20      | Rieti      | Salto con l'asta | 5ª        | 4,15 m      | [ 15 ]                        |
| 2014 | Mediterraneo U23 | Aubagne    | Salto con l'asta | Argento   | 4,06 m      | [ 16 ]                        |
| 2014 | Europei          | Zurigo     | Salto con l'asta | 22ª (q)   | 4,25 m      | [ 17 ]                        |
| 2019 | Universiadi      | Napoli     | Salto con l'asta | Oro       | 4,46 m      | Miglior prestazione personale |
| 2019 | Mondiali         | Doha       | Salto con l'asta | 29ª (q)   | 4,35 m      |                               |
| 2021 | Giochi olimpici  | Tokyo      | Salto con l'asta | 24ª (q)   | 4,25 m      |                               |
| 2022 | Mondiali indoor  | Belgrado   | Salto con l'asta | 11ª       | 4,30 m      |                               |
| 2022 | Mondiali         | Eugene     | Salto con l'asta | 16ª (q)   | 4,35 m      |                               |
| 2022 | Europei          | Monaco     | Salto con l'asta | 7ª        | 4,55 m      |                               |
| 2023 | Europei indoor   | Istanbul   | Salto con l'asta | 8ª        | 4,25 m      |                               |
| 2023 | Giochi europei   | Chorzów    | A squadre        | Oro       | 426,5 p.    | [ 18 ]                        |
| 2023 | Mondiali         | Budapest   | Salto con l'asta | 29ª (q)   | 4,35 m      |                               |
| 2024 | Mondiali indoor  | Glasgow    | Salto con l'asta | 10ª       | 4,40 m      |                               |
| 2024 | Europei          | Roma       | Salto con l'asta | 7ª        | 4,58 m      |                               |
| 2024 | Giochi olimpici  | Parigi     | Salto con l'asta | 14ª       | 4,40 m      |                               |
| 2025 | Europei indoor   | Apeldoorn  | Salto con l'asta | 5ª        | 4,70 m      | =                             |
| 2025 | Mondiali indoor  | Nanchino   | Salto con l'asta | 7ª        | 4,60 m      |                               |

## Campionati nazionali
- 6 volte campionessa nazionale assoluta del salto con l'asta (2014, 2018, 2020, 2022, 2023, 2024)
- 6 volte campionessa nazionale assoluta indoor del salto con l'asta (2013, 2015, 2018, 2021, 2023, 2025)
- 1 volta campionessa nazionale promesse indoor del salto con l'asta (2015)
- 1 volta campionessa nazionale promesse del salto con l'asta (2014)
- 1 volta campionessa nazionale juniores del salto con l'asta (2012)
- 2 volte campionessa nazionale juniores indoor del salto con l'asta (2012, 2013)
- 1 volta campionessa nazionale allieve indoor del salto con l'asta (2011)
- 1 volta campionessa nazionale allieve del salto in alto (2010)
- 2 volte campionessa nazionale cadette del salto con l'asta (2008, 2009)

2008
- Oro ai campionati italiani cadetti, salto con l'asta - 3,05 m[19]

2009
- Oro ai campionati italiani cadetti, salto con l'asta - 3,30 m[20]

2010
- 11ª ai campionati italiani assoluti, salto con l'asta - 3,60 m[21]
- Oro ai campionati italiani allievi, salto con l'asta - 3,85 m[22]

2011
- Oro ai campionati italiani allievi indoor, salto con l'asta - 4,00 m[23]
- 4ª campionati italiani assoluti indoor, salto con l'asta - 4,00 m[24]
- 5ª ai campionati italiani assoluti, salto con l'asta - 4,10 m[25]
- Argento ai campionati italiani allievi, salto con l'asta - 3,70 m[26]

2012
- Oro ai campionati italiani juniores indoor, salto con l'asta - 4,00 m[27]
- Bronzo ai campionati italiani assoluti indoor, salto con l'asta - 4,10 m[28]
- Oro ai campionati italiani juniores, salto con l'asta - 4,35 m [29]

2013
- Oro ai campionati italiani assoluti indoor, salto con l'asta - 4,60 m[30]
- Oro ai campionati italiani juniores indoor, salto con l'asta - 4,40 m[31]
- Bronzo ai campionati italiani assoluti, salto con l'asta - 4,10 m[32]

2014
- Oro ai campionati italiani promesse, salto con l'asta - 4,25 m[33]
- Oro ai campionati italiani assoluti, salto con l'asta - 4,30 m[34]

2015
- Oro ai campionati italiani promesse indoor, salto con l'asta - 4,30 m[35]
- Oro ai campionati italiani assoluti indoor, salto con l'asta - 4,30 m[36]
- Argento ai campionati italiani assoluti, salto con l'asta - 4,25 m[37]

2016
- Argento ai campionati italiani promesse indoor, salto con l'asta - 3,95 m[38]

2017
- Bronzo ai campionati italiani assoluti, salto con l'asta - 4,10 m

2018
- Oro ai campionati italiani assoluti indoor, salto con l'asta - 4,35 m
- Oro ai campionati italiani assoluti, salto con l'asta - 4,35 m

2019
- Argento ai campionati italiani assoluti indoor, salto con l'asta - 4,40 m
- Argento ai campionati italiani assoluti, salto con l'asta - 4,31 m

2020
- Oro ai campionati italiani assoluti, salto con l'asta - 4,30 m

2021
- Oro ai campionati italiani assoluti indoor, salto con l'asta - 4,41 m

2022
- Argento ai campionati italiani assoluti indoor, salto con l'asta - 4,31 m
- Oro ai campionati italiani assoluti, salto con l'asta - 4,55 m

2023
- Oro ai campionati italiani assoluti indoor, salto con l'asta - 4,62 m
- Oro ai campionati italiani assoluti, salto con l'asta - 4,60 m

2024
- Oro ai campionati italiani assoluti (La Spezia), salto con l'asta - 4,55 m

2025
- Oro ai campionati italiani assoluti indoor, salto con l'asta - 4,58 m

## Altre competizioni internazionali
2011
- Oro al Festival olimpico estivo della gioventù europea ( Trebisonda), salto con l'asta - 4,10 m[39]

2014
- 10ª al Weltklasse Zürich ( Zurigo), salto con l'asta - 4,12 m[40]

2022
- Argento al Golden Gala Pietro Mennea ( Roma), salto con l'asta - 4,60 m
- 4ª all'Herculis ( Monaco), salto con l'asta - 4,51 m
- 4ª all'Athletissima ( Losanna), salto con l'asta - 4,60 m

2023
- Campionati europei a squadre di atletica leggera ( Chorzów)

2024
- Argento al Meeting international Mohammed VI d'athlétisme de Rabat ( Marrakech), salto con l'asta - 4,65 m

2025
- Bronzo alla All Star Perche ( Clermont-Ferrand), salto con l'asta - 4,70 m
- Argento al Doha Diamond League ( Doha), salto con l'asta - 4,63 m
- Argento al Golden Gala Pietro Mennea ( Roma), salto con l'asta - 4,65 m
- Bronzo al Bauhaus-Galan ( Stoccolma), salto con l'asta - 4,53 m